# Alejo Carpentier

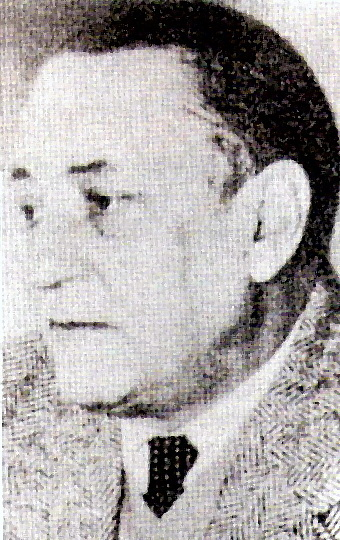
Alejo Carpentier

Alejo Carpentier y Valmont (26 tháng 12 năm 1904 - 24 tháng 4 năm 1980) là một tiểu thuyết gia, nhà bình luận, và nghiên cứu âm nhạc người Cuba. Ông có ảnh hưởng rất nhiều đến văn học Mỹ Latinh trong thời kỳ "bùng nổ" nổi tiếng. Sinh ra ở Lausanne, Thụy Sĩ, Carpentier lớn lên ở La Habana, Cuba, và mặc dù ông sinh ra tại châu Âu, ông mạnh mẽ tự coi mình là người Cuba trong suốt cuộc đời. Ông đi nhiều nơi, đặc biệt là ở Pháp, và đến Nam Mỹ và Mexico, nơi ông đã gặp các thành viên nổi bật của cộng đồng văn hóa và nghệ thuật Mỹ Latinh. Carpentier đã quan tâm đến chính trị Mỹ Latinh và thường gắn mình với phong trào cách mạng, chẳng hạn như Fidel Castro và Cách mạng Cộng sản ở Cuba vào giữa thế kỷ 20. Carpentier đã bị bắt giam và bị lưu đày vì triết lý chính trị cánh tả của ông.

## Sách tham khảo
Chính
- Carpentier, Alejo, (c. 1970s), "A Conversation with Jean-Paul Sartre", and "About the Real Marvelous American Realities, Part 3", trans. in "Confluence, Bakhtin, and Alejo Carpentier's Contextos in Selena and Anna Karenina" Carner, Grant Calvin Sr Doctoral Dissertation 1995 (Comparative Literature) University of California at Riverside.
- Carpentier, Alejo (1975), The Baroque and the Marvelous Real
- Carpentier, Alejo (1990), Obras completas: Ensayos, Vol. 13, Mexico: Siglo XII
- Carpentier, Alejo (1972), La música en Cuba, Mexico: Fondo de Cultura Economica
- Carpentier, Alejo (1976), Razón de ser, Caracas: Universidad Central de Venezuela
- Carpentier, Alejo (2004), El reino de este mundo, D.F., México: SEIX BARRAL, ISBN 978-970-749-012-3

Thứ cấp
- Belnap, Jeffrey Grant (1993), The Post-Colonial State and the 'Hybrid' Intellect: Carpentier, Ngugi, and Spivak, Irvine, CA: U of California P
- Bergh, Klasu Müller (Ed.) (1972), Asedios a Carpentier, Santiago de Chile: Editorial Universitaria
- Colchie, Thomas (1991), A Hammock Beneath the Mangoes: Stories from Latin America, Plume, ISBN 0-452-26866-4
- Echevarría, Roberto González (1990), Alejo Carpentier, the Pilgrim at home, Cornell University Press, ISBN 0-8014-1029-0
- Gosser Esquilín, Mary Ann (1997), "Caribbean Identities Reconstructed and Redefined in Women's Narrative Texts: Marie Chauvet, Myriam Warner-Vieyra, and Ana Lydia Vega", Latin American Issues, 13 (2)
- Kaup, Monika (2005), "Becoming-Baroque: Folding European forms into the New World baroque with Alejo Carpentier" (Subscription required), CR: the New Centennial Review, 5 (2), Michigan State University Press: 107–149, doi:10.1353/ncr.2005.0043, truy cập ngày 12 tháng 3 năm 2010 {{Chú thích}}: Kiểm tra giá trị ngày tháng trong: |access-date= (trợ giúp)
- Janney, Frank (1981), Alejo Carpentier and his Early Works, London: Tamesis Books Unlimited, ISBN 0-7293-0062-5
- Mocega-González, Esther P. (1975), La narrativa de Alejo Carpentier: el concepto del tiempo como tema fundamental, New York: Eliseo Torres
- Navarro, Gabriel (1999), Musica y escrita en Alejo Carpentier, Alicante: Universidad de Alicante, ISBN 84-7908-476-6
- Paravisini-Gebert, Lizabeth (Summer 2004), "The Haitian Revolution in Interstices and Shadows: A re-reading of Alejo Carpentier's "The Kingdom of This World"", Research in African Literatures, 35 (2), Indiana University Press: 114–127, doi:10.1353/ral.2004.0052, JSTOR 3821348
- Piper, David (1984), A-Z of Art & Artists, London: Michell Beazeley, ISBN 0-949819-49-2
- Wakefield, Steve (2004), Capentier's Baroque Fiction: Returning Medusa's gaze, Great Britain: The Cromwell Press, ISBN 1-85566-107-1
- Shaw, Donald (1985), Alejo Carpentier, Boston, MA: Twayne Publishers P